# Otto Redlich
Otto Redlich (n. 4 noiembrie 1896 - 14 august 1978) a fost un chimist evreu-austriac cunoscut în principal pentru formularea ecuației de stare Redlich-Kwong.